# Nudelman N-37
Il Nudelman N-37 era un potente cannone aeronautico, calibro 37 mm, usato in Unione Sovietica. Venne progettato da Aleksandr Ėmmanuilovič Nudel'man per rimpiazzare il Nudelman-Suranov NS-37 della seconda guerra mondiale ed entrò in servizio nel 1946. Era del 30% più leggero del predecessore al prezzo di una velocità alla bocca inferiore del 23%.
L'N-37 fu un'arma considerevole che sparava un proiettile di una certa mole (735 grammi per il proiettile incendiario ad alto esplosivo – o HEI, High-Explosive Incendiary – oppure 760 g per il proiettile perforante tracciante – o AP-T, Armor Piercing-Tracer –). La velocità alla bocca restava accettabile, ma la cadenza di tiro era di appena 400 colpi al minuto. Inoltre il notevole rinculo ed i gas di scarico erano problematici per i caccia a getto, così come trovare lo spazio necessario per l'arma e per un congruo numero di proiettili, che d'altro canto garantiva prestazioni ragguardevoli.
L'N-37 era montato sui caccia MiG-9, MiG-15, MiG-17 e sui primi MiG-19 oltre che sullo Yakovlev Yak-25. La produzione si fermò alla fine degli anni cinquanta, sebbene il cannone sia rimasto in servizio ancora per molti anni.

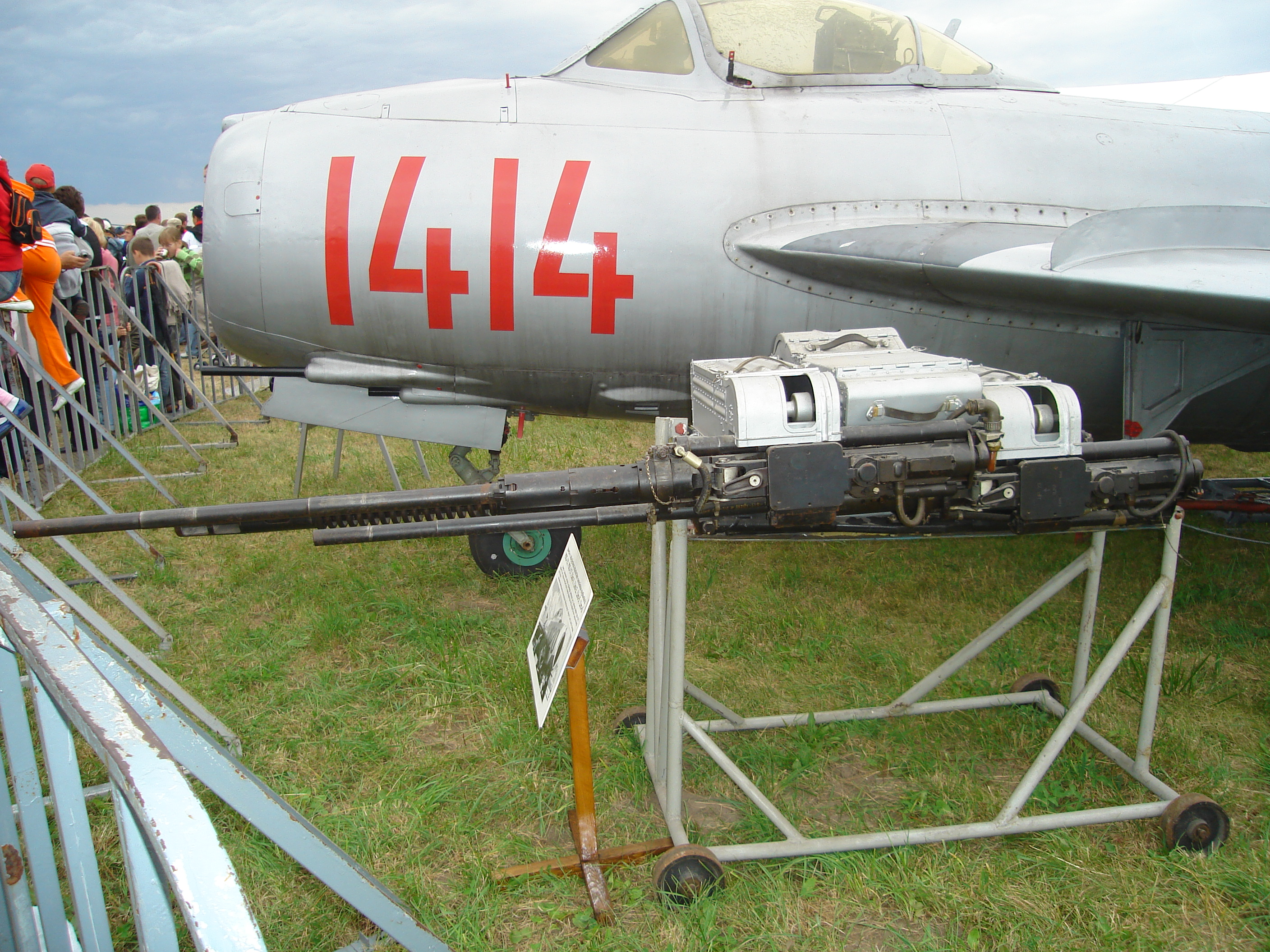
Un N-37 davanti ad un MiG-17

## Armi comparabili
- Cannone M4